# اسنتای
اسنتای (به قزاقی: Esentai) یک رود در قزاقستان است که در استان آلماتی واقع شده‌است.